# Ундэр-Хуан
Ундэр-Хуан (бур. Yндэр Хуһан) — деревня в Аларском районе Усть-Ордынского Бурятского округа Иркутской области. Входит в муниципальное образование «Бахтай».

## География
Деревня расположена в 40 км северо-восточнее районного центра, на высоте 485 м над уровнем моря.
Состоит из 2 улиц: Ленина и Новой.

## Происхождение названия
Название Ундэр-Хуан происходит от бурятского үндэр хуһан — «высокая берёза», «высокий березник» (березник, растущий на высоком месте). Ранее в районе деревни в действительности рос схожий по характеристикам лес, однако сейчас он практически полностью вырублен.
Станислав Гурулёв производит данный топоним от бурятского ундэр — «высокий» и хууеэн — «шум», «гудение», «гул».

## Экономика и социальная сфера
В населённом пункте нет школы, ФАПа, магазина. Однако, функционируют клуб, мельница, тренажёрный зал. В связи с отсутствием магазина в Ундэр-Хуане нет актуальной для многих сельских населённых пунктов и малых городов России проблемы пьянства.
В населённом пункте функционирует фермерское хозяйство, которому принадлежат 2214 гектаров земли, из которых 1908 — пашня, остальное — пастбища и сенокосы. Данное хозяйство специализируется на выращивании пшеницы и разведении коров, свиней, лошадей и овец. Постоянными сотрудниками его являются 14 человек (если не считать сезонных работников).

## Население
| 2002 | 2010 | 2011 | 2012 |
| ---- | ---- | ---- | ---- |
| 93   | ↘51  | →51  | ↘50  |